# IAPS
IAPS is een acroniem voor International Affective Picture System. Het systeem, dat ontworpen is door de Amerikaanse psycholoog Peter Lang, bestaat uit meer dan 700 plaatjes met voorstellingen die bedoeld zijn om emoties op te roepen. Het IAPS wordt veel gebruikt in onderzoek naar emoties. Het gebruik van standaardstimuli biedt daarbij de mogelijkheid om resultaten van verschillende onderzoekscentra met elkaar te vergelijken.

## Algemeen
Het IAPS is genormeerd voor valentie (prettig, onprettig, neutraal) en intensiteit (of arousal-waarde). Er bestaan aparte normen voor mannen en vrouwen. Uit onderzoek blijkt dat valentie- en arousalscores niet met elkaar gecorreleerd zijn, wat erop wijst dat zij onafhankelijke affectieve dimensies vertegenwoordigen. Mannen en vrouwen blijken te verschillen in hun IAPS-scores.

## Materiaal
De plaatjes hebben betrekking op allerlei voorstellingen, zoals baby's, erotische scènes, sport, voedsel, natuuropnames, wapens, verminkte lichamen e.d. De affectieve beoordelingen van deze plaatjes worden verkregen met een niet-verbale techniek, ook wel SAM (Self-Assesment-Manikin) genoemd. Dit is een getekend figuurtje dat vrolijk, neutraal of treurig kijkt. Deze valentiewaarden worden op een negenpuntsschaal gescoord. Voor de arousalwaarden zijn gelaatsuitdrukkingen gekozen als wijd open ogen, tot een slaperig gezicht.

## Versies
Er bestaan series die apart voor ouderen en kinderen zijn genormeerd.
Naast het visuele systeem heeft Lang ook een geluids- en een verbale versie van affectieve stimuli ontworpen: het IADS (Internationational Affective Digitized Sounds system) en het ANEW (Affective Norms for English Words). De collecties worden steeds met nieuw materiaal aangevuld.

## Onderzoek
De IAPS-plaatjes zijn o.a. onderzocht met behulp van psychofysiologische maten als huidgeleiding, hartslag, en activiteit van de gelaatsspieren. Een factoranalyse van deze maten bleek, net als voor de subjectieve beoordelingen, twee onafhankelijke affectieve dimensies op te leveren, een voor valentie en een voor arousal.